# Boscoscuro (Konstrukteur)
Boscoscuro (ehemals Speed Up) ist ein italienischer Hersteller von Fahrgestellen für die Moto2-Klasse, der seit 2010 in der Motorrad-Weltmeisterschaft antritt.
Bis 2019 erzielten Andrea Iannone, Sam Lowes und Fabio Quartararo für das Speed-Up-Werksteam insgesamt fünf Siege. Des Weiteren erzielte Iannone 2012 zwei Siege für das Speed Master-Team und Anthony West 2014 einen Sieg für das QMMF Racing Team auf Speed Up-Kundenmaterial. Gründer und jetziger Namensgeber ist Luca Boscoscuro. Boscoscuro setzt zudem noch ein Team in der FIM CEV Moto2 European Championship ein; die Fahrer sind Alonso López und Fermín Aldeguer.

## Speed-Up- bzw. Boscoscuro-Teams
- MB Conveyors Speed Up (2010, 2012, 2014–heute)
- Speed Master (2012)
- Argiñano & Ginés Racing (2013)
- NGM Mobile Forward Racing (2013)
- QMMF Racing Team (2013–2016)
- Solunion Aspar Team (2020–2021)
- MT Helmets – MSI (2024–heute)

## Statistik

### Konstrukteurs-WM-Ergebnisse
- 2010 – Dritter
- 2012 – Dritter
- 2013 – Dritter
- 2014 – Vierter
- 2015 – Zweiter
- 2016 – Zweiter
- 2017 – Vierter
- 2018 – Dritter
- 2019 – Dritter
- 2020 – Zweiter
- 2021 – Zweiter
- 2022 – Zweiter

### Grand-Prix-Siege

#### Speed-Up-Werksteam
| Saison | Rennen                                                  |
| ------ | ------------------------------------------------------- |
| 2010   | Italien Niederlande Japan                               |
| 2015   | USA-Texas                                               |
| 2018   | Katalonien                                              |
| 2022   | San Marino Australien                                   |
| 2023   | Vereinigtes Konigreich Thailand Malaysia Katar Valencia |
| 2024   | Katar Spanien                                           |

#### Kundenteams
Speed Master
| Saison | Rennen             |
| ------ | ------------------ |
| 2012   | Katalonien Italien |

QMMF Racing Team
| Saison | Rennen      |
| ------ | ----------- |
| 2014   | Niederlande |

MT Helmets – MSI
| Saison | Rennen                          |
| ------ | ------------------------------- |
| 2024   | USA-Texas Frankreich Katalonien |